# Рандозеро (озеро, Пряжинский район)
Рандозеро — пресноводное озеро на территории Святозерского сельского поселения Пряжинского района Республики Карелии.

## Общие сведения
Площадь озера — 3,7 км², площадь водосборного бассейна — 151 км². Располагается на высоте 117,4 метров над уровнем моря.
Форма озера лопастная, продолговатая: оно более чем на три километра вытянуто с северо-запада на юго-восток. Берега каменисто-песчаные, местами заболоченные.
С северной стороны озера вытекает река Тетерка, несущая воды Важозера. С юго-востока — вытекает река Рипус (ниже — Рандозерка), впадающая в реку Важинку, правый приток Свири.
Вдоль северо-восточного берега озера проходит просёлочная дорога.
Населённые пункты вблизи водоёма отсутствуют.
Код объекта в государственном водном реестре — 01040100711102000015198.